# Antonina vera
Antonina vera är en insektsart som beskrevs av Borchsenius 1956. Antonina vera ingår i släktet Antonina och familjen ullsköldlöss. Inga underarter finns listade i Catalogue of Life.